# 乌兰巴托公共图书馆

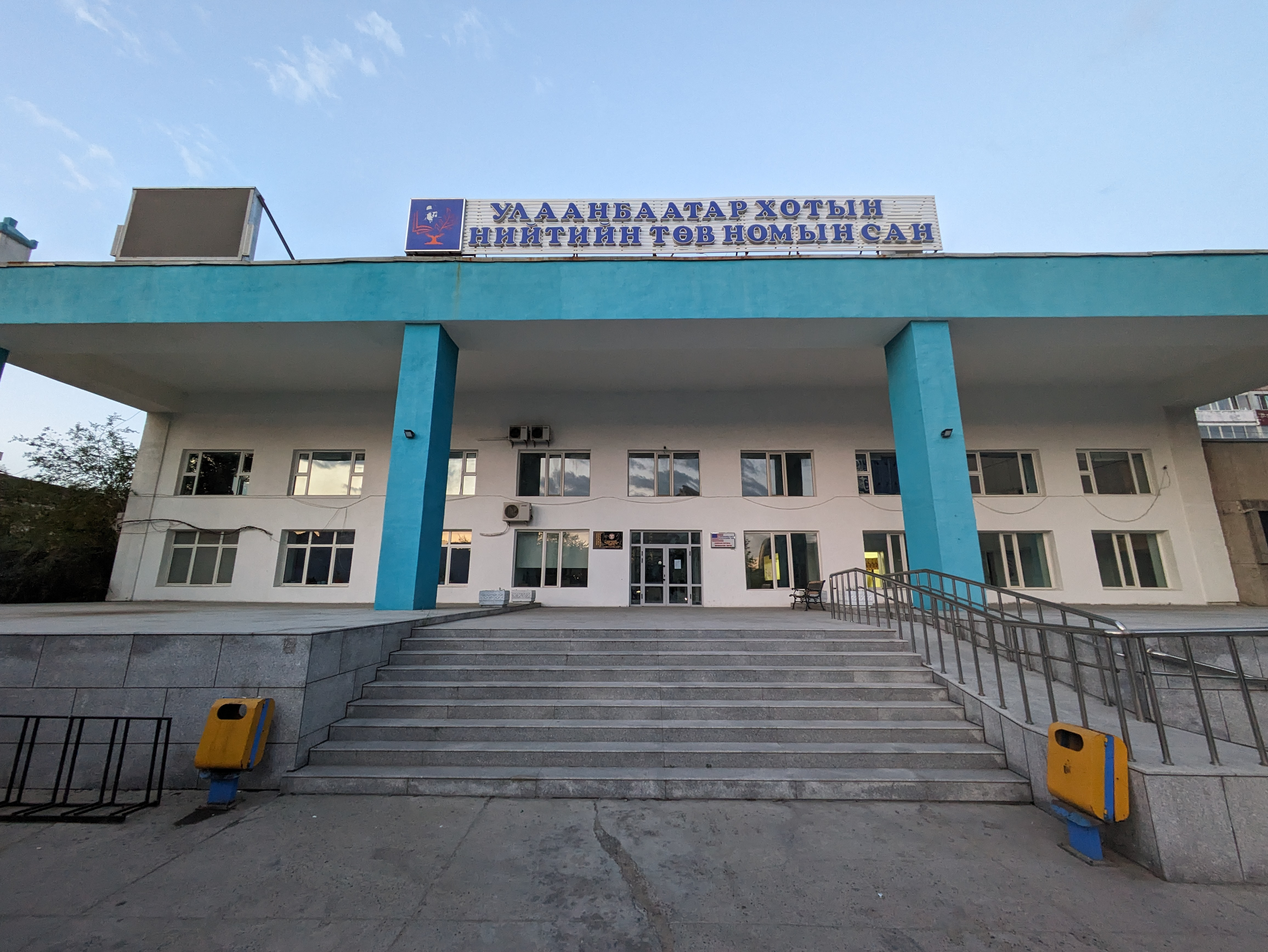
乌兰巴托公共图书馆

乌兰巴托公共图书馆是蒙古国首都乌兰巴托的公共图书馆。

## 简介
1946年，乌兰巴托市创立了第1所公共图书馆。1980年，如今的乌兰巴托市中央图书馆（英語：Ulaanbaatar City Central Library）成立。1986年，通过行政组织改革，乌兰巴托市内的所有公共图书馆整合为“乌兰巴托图书馆系统（英語：Metropolitan Library System of Ulaanbaatar, MLSU）”，负责管理市内各个公共图书馆的各项业务。同时，也成为市内各个儿童图书馆及学校图书馆的信息及技术支持中心。 
该馆藏有50万册图书，其中总馆约有20万册藏书。